# Loïc Badiashile
Pour les articles homonymes, voir Badiashile.
Loïc Badiashile, né le 5 février 1998 à Limoges, est un footballeur français qui évolue au poste de gardien de but.
Il est le frère de Benoît Badiashile.

## Biographie

### En club
Après être passé par les équipes jeunes du Limoges FC, d'abord comme joueur de champ avant de choisir le poste de gardien, du FCO St Jean de la Ruelle, le SC Malesherbes puis le pôle espoirs de La Berrichonne de Châteauroux, il rejoint le centre de formation de l'AS Monaco en 2011, et son frère en 2016 Benoît Badiashile. Il grimpe les échelons petit à petit jusqu'à remporter la Coupe Gambardella 2016 avec les moins de 19 ans au Stade de France face au RC Lens trois buts à zéro. Ce titre vient conclure une saison riche pour le jeune portier après avoir signé son premier contrat professionnel et s'être entraîné plusieurs fois avec le groupe professionnel.
Lors de la saison 2016-2017, il joue son premier match professionnel lors du tour préliminaire de Ligue des champions au Fenerbahçe SK en entrant en jeu à la treizième minute de jeu à la suite de la blessure de Morgan De Sanctis. Le 13 janvier 2017, il prolonge son contrat avec son club formateur jusqu'en 2021.
Le 9 janvier 2019, il qualifie l'AS Monaco en demi-finale de la Coupe de la Ligue en marquant le onzième tir au but de son équipe, face à Rennes.
Le 31 janvier 2019, il est prêté avec option d'achat au Stade rennais. Il ne joue finalement aucun match pour le club breton.
Pour la saison 2019-2020, il est prêté au Cercle Bruges, club filiale de l'ASM. Il commence la saison titulaire mais ne convainc pas. Après 10 journées de championnat, il est relégué sur le banc, cédant sa place à Guillaume Hubert. N'entrant plus dans les plans de son entraîneur Bernd Storck, le Cercle met prématurément fin à son prêt. Pour sa dernière titularisation en Belgique, le Cercle Bruges s'incline 6 buts à 0 en déplacement à Zulte-Waregem.
Le 21 septembre 2020, Loïc Badiashile est prêté pour un an à Las Rozas, club de troisième division espagnole situé dans la banlieue de Madrid.

### En équipe nationale
Loïc Badiashile passe par toutes les catégories juniors de l'équipe de France et joue plusieurs matchs en moins de 16 ans et en moins de 18 ans. Au total, il joue 6 rencontres amicales internationales. Sélectionné pour la Coupe du monde des moins de 17 ans 2015, il n'entre toutefois pas en jeu lors de la compétition.

## Statistiques
| Saison                | Club                     | Championnat           | Championnat | Championnat | Coupe nationale | Coupe nationale | Coupe de la Ligue | Coupe de la Ligue | Supercoupe | Supercoupe | Compétition(s) continentale(s) | Compétition(s) continentale(s) | Compétition(s) continentale(s) | Total | Total |
| Saison                | Club                     | Division              | M.          | B.          | M.              | B.              | M.                | B.                | M.         | B.         | Comp.                          | M.                             | B.                             | M.    | B.    |
| 2016-2017             | AS Monaco                | Ligue 1               | 1           | 0           | -               | -               | -                 | -                 | -          | -          | C1                             | 1                              | 0                              | 2     | 0     |
| 2017-2018             | AS Monaco                | Ligue 1               | -           | -           | -               | -               | -                 | -                 | -          | -          | C1                             | -                              | -                              | 0     | 0     |
| 2018-2019             | AS Monaco                | Ligue 1               | -           | -           | 1               | 0               | 2                 | 0                 | -          | -          | C1                             | 1                              | 0                              | 4     | 0     |
| Sous-total            | Sous-total               | Sous-total            | 1           | 0           | 1               | 0               | 2                 | 0                 | -          | -          | -                              | 2                              | 0                              | 6     | 0     |
| 2018-2019             | Stade rennais FC (prêt)  | Ligue 1               | -           | -           | -               | -               | -                 | -                 | -          | -          | C3                             | -                              | -                              | 0     | 0     |
| Sous-total            | Sous-total               | Sous-total            | 0           | 0           | 0               | 0               | 0                 | 0                 | -          | -          | -                              | 0                              | 0                              | 0     | 0     |
| 2019-2020             | Cercle Bruges KSV (prêt) | Jupiler Pro League    | 10          | 0           | -               | -               | -                 | -                 | -          | -          | -                              | -                              | -                              | 10    | 0     |
| Sous-total            | Sous-total               | Sous-total            | 10          | 0           | 0               | 0               | 0                 | 0                 | -          | -          | -                              | 0                              | 0                              | 10    | 0     |
| 2019-2020             | Amiens SC (prêt)         | Ligue 1               | -           | -           | -               | -               | -                 | -                 | -          | -          | -                              | -                              | -                              | 0     | 0     |
| Sous-total            | Sous-total               | Sous-total            | 0           | 0           | 0               | 0               | 0                 | 0                 | -          | -          | -                              | 0                              | 0                              | 0     | 0     |
| 2020-2021             | Las Rozas CF (prêt)      | Segunda División B    | 24          | 0           | 1               | 0               | -                 | -                 | -          | -          | -                              | -                              | -                              | 25    | 0     |
| Sous-total            | Sous-total               | Sous-total            | 24          | 0           | 1               | 0               | 0                 | 0                 | -          | -          | -                              | 0                              | 0                              | 25    | 0     |
| Total sur la carrière | Total sur la carrière    | Total sur la carrière | 35          | 0           | 2               | 0               | 2                 | 0                 | -          | -          | -                              | 2                              | 0                              | 41    | 0     |

## Palmarès

### En club
| AS Monaco - Championnat de France - Champion : 2017 - Coupe Gambardella - Vainqueur : 2016 |

## Vie privée
Il est le grand frère de Benoît Badiashile qui est défenseur au Chelsea FC.